# Paralampona domain
Paralampona domain là một loài nhện trong họ Lamponidae. Loài này được phát hiện ở het zuidoosten van Úc và Tasmanië.